# Mihael Arko
Mihael Arko, slovenski rimskokatoliški duhovnik, publicist in organizator, * 19. september 1857, Zapotok, † 29. marec 1938, Idrija.

## Življenjepis
Arko je gimnazijo in teologijo dokončal v Ljubljani in bil posvečen v duhovnika  19. septembra 1880. Po posvetitvi je bil kaplan v Škofji Loki (1881) in Hrenovicah pri Postojni, nato kurat in pozneje župnik v Šturjah. Leta 1897 je postal mestni župnik in dekan v Idriji. Za svoje delo je bil odlikovan z naslovom »duhovnega svetnika in tajnega papeževega komornika«.

## Delo
Arko je bil od leta 1902 do 1908  deželni poslanec katoliško-narodne stranke za idrijski okraj. Marljivo je dopisoval raznim ljubljanskim listom in od 1919 slovenskim primorskim listom, v katerih je objavil več zgodovinskih člankov o Idriji in tamkajšnjem rudniku. Kot glasbenik je spodbujal širitev cerkvene in svetne glasbe, vodil Katoliško delavsko družbo, bil odbornik  Raiffeisnove posojilnice v Idriji.